# Bousigonia
Bousigonia é um género botânico pertencente à família Apocynaceae.